# North Arm
North Arm är en vik i Kanada.   Den ligger i provinsen Newfoundland och Labrador, i den östra delen av landet, 1 400 km öster om huvudstaden Ottawa.
I omgivningarna runt North Arm växer i huvudsak blandskog. Trakten runt North Arm är nära nog obefolkad, med mindre än två invånare per kvadratkilometer.